# Xavier Bout de Marnhac
Xavier Bout de Marnhac, né le 7 juillet 1951 à Trèves (Allemagne de l'Ouest), est un général de corps d'armée français.

## Biographie

### Origines familiales
Xavier, Marie, Jean Bout de Marnhac est né dans une famille subsistante de la noblesse française implantée en Rouergue et Gévaudan. Régis Valette écrit qu'elle a été anoblie par la charge de secrétaire du roi (1747-1769). Elle a été admise au sein de l'Association d'entraide de la noblesse française (ANF) en 1970.

#### Blasonnement
« Parti: au 1, d'azur, au chevron d'or, accompagné de trois bouterolles d'épée du même (Bout); au 2, écartelé en sautoir d'or et de gueules, au chef de gueules, chargé d'un croissant d'or entre deux étoiles du même (Marnhac) ».

### Études
De 1971 à 1973, Xavier Bout de Marnhac est élève-officier à l'École spéciale militaire de Saint-Cyr, promotion Capitaine Danjou. À sa sortie de l'école, il choisit l'arme blindée et cavalerie (ABC).

### Carrière militaire
De 1974 à 1977, il rejoint le 7e régiment de chasseurs à Arras en tant que lieutenant puis chef de peloton blindé. De 1981 à 1984, il fait partie du 4e régiment de hussards à Laon en tant que capitaine et commande le 2e escadron blindé de reconnaissance. De 1984 à 1986, il fait partie du 13e régiment de dragons parachutistes à Langenargen en République fédérale d'Allemagne (RFA) et commande le 2e escadron de recherche.
De 1987 à 1989, Xavier Bout de Marnhac est stagiaire au Command and General Staff College (États-Unis) puis à l’École supérieure de guerre de Paris. De 1989 à 1991, il est affecté à l'État-major du 2e Corps d’Armée des Forces françaises en Allemagne (FFA) à Baden-Baden en  RFA. De 1991 à 1993, il est chef de bureau-adjoint du bureau "arme blindée cavalerie" au sein de la direction du personnel militaire de l’armée de terre (DPMAT). De 1993 à 1996, il est affecté au " bureau réservé " au cabinet du ministre de la défense, d'abord comme adjoint au chef de ce bureau puis en tant que chef dudit bureau ; il est le conseiller du ministre de la défense en matière de renseignement. De 1996 à 1998, il devient chef de corps du 6/12e régiment de cuirassiers à Olivet. De 1998 à 1999, il est auditeur au centre des hautes études militaires (CHEM)/Institut des hautes études de Défense nationale (IHEDN) puis, de 1999 à 2004, il rejoint la Direction générale de la Sécurité extérieure (DGSE) en tant que directeur des opérations. Il est nommé général de brigade en 2001. Il devint général de division deux ans plus tard. En janvier 2005, il quitte la DGSE et est chargé de mission auprès du chef d’état-major de l’armée de terre (CEMAT). À compter de juillet 2005, il est commandant de l’état-major de force n°2 et commandant d’armes de la place de Nantes.
Le 1er septembre 2007, Xavier Bout de Marnhac prend le commandement pour un an de la force pour le Kosovo (KFOR), force armée multinationale de l’Organisation du traité de l'Atlantique nord (OTAN) au Kosovo.
Il est nommé gouverneur militaire de Lyon, commandant de la région terre Sud-Est et officier général de la zone de défense Sud-Est à compter du 1er septembre 2008. Le 29 juin 2010, après 39 ans de service, le général de Marhnac fait ses adieux aux armes au parc de la Tête d'or à Lyon. Il quitte  la 1re section des officiers généraux de l'armée de terre le 31 août 2010.

### Fonctions civiles
Le 27 juillet 2010, Xavier Bout de Marnhac est nommé chef de la mission État de droit EULEX Kosovo de l'Union européenne où il succède au général Yves de Kermabon à partir du 15 octobre 2010 pour un an,. Cette affectation est renouvelée le 16 décembre 2011 jusqu'au 14 juin 2012.

## Décorations
Xavier Bout de Marnhac est :
- commandeur de la Légion d'honneur (Décret du 5 juillet 2008), (officier du 27 septembre 2002, chevalier du 26 octobre 1993) ;
- commandeur de l'Ordre national du Mérite (Décret du 31 octobre 2005), (officier du 25/06/1999, chevalier du 13/07/1990) ;
- titulaire de la Croix de la Valeur militaire (avec étoile) ;
- titulaire de la médaille d'Outre-Mer ;
- titulaire de la médaille de bronze de la Défense nationale ;
- titulaire de la médaille de reconnaissance de la Nation ;
- titulaire de la médaille commémorative française ;
- commandeur de la Legion of Merit (États-Unis-2008).

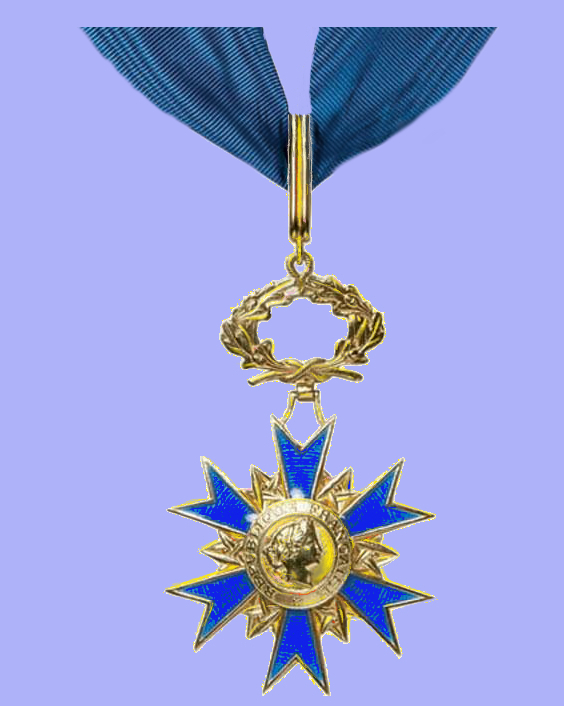
Cravate de commandeur de l’ordre national du Mérite.
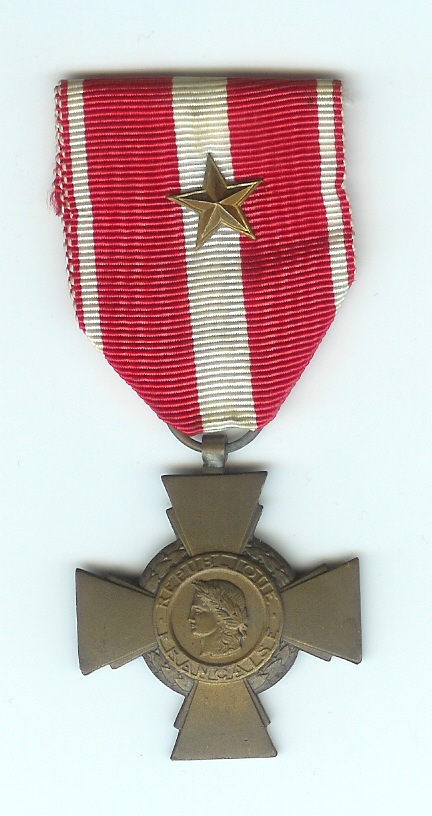
Croix de la valeur militaire.
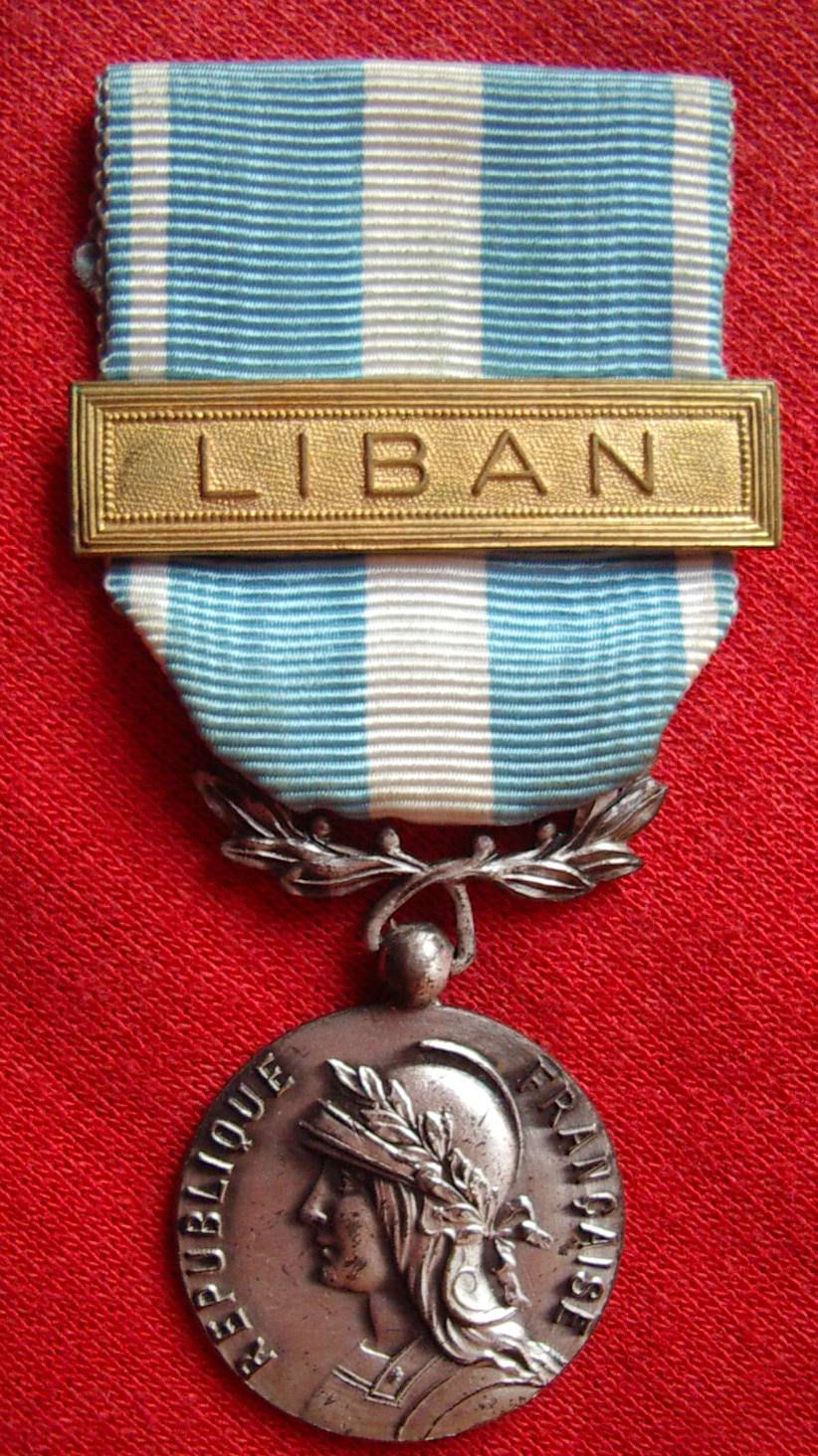
Médaille d'Outre-Mer.

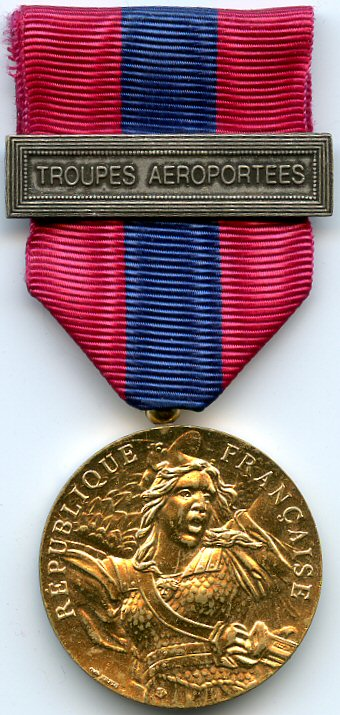
Médaille de bronze de la Défense nationale.
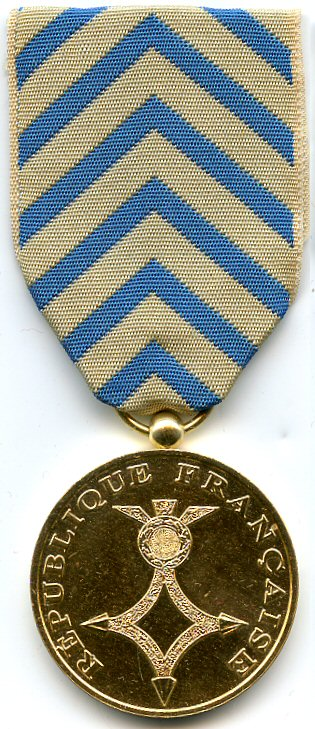
Médaille de reconnaissance de la Nation.
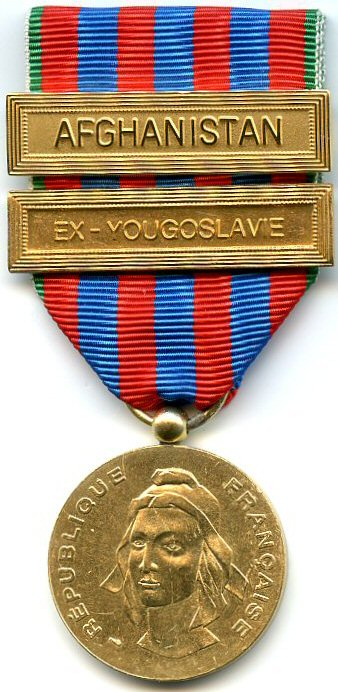
Médaille commémorative française.
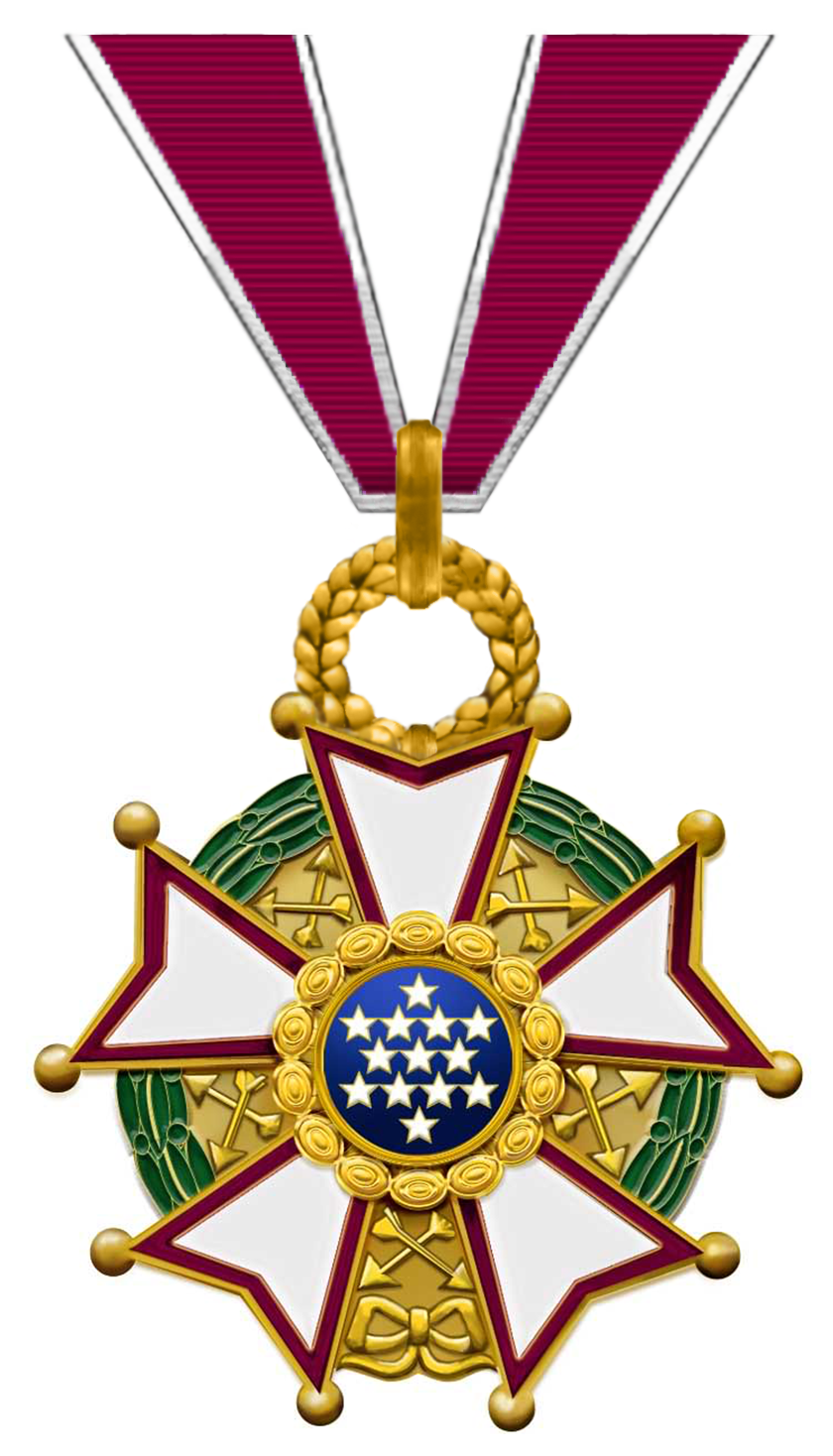
Médaille de commandeur de la Legion of Merit (USA).

## Brevets militaires
Xavier Bout de Marnhac est titulaire des brevets de parachutiste français et américain.